# I. P. Pavlova (métro de Prague)
I. P. Pavlova est une station de métro à Prague, en Tchéquie. Située sur la ligne C du métro de Prague entre Muzeum et Vyšehrad, elle est ouverte depuis le 9 mai 1974.